# 市川雷蔵 (8代目)
八代目 市川 雷蔵（いちかわ らいぞう、1931年〈昭和6年〉8月29日 - 1969年〈昭和44年〉7月17日）は、歌舞伎役者および日本の俳優。出生名は亀崎 章雄（かめざき あきお）。後に竹内 嘉男（たけうち よしお）、さらに太田 吉哉（おおた よしや）に改名した。身長は170センチメートル。
生後6か月のときに三代目市川九團次の養子となり、15歳のとき市川莚蔵を名乗って歌舞伎役者として初舞台を踏む。1951年（昭和26年）に三代目市川壽海の養子となり八代目市川雷蔵を襲名。1954年（昭和29年）に映画俳優に転身。1959年（昭和34年）の映画『炎上』での演技が評価され、キネマ旬報主演男優賞受賞、ブルーリボン賞主演男優賞などを受賞。1960年代には勝新太郎とともに大映の二枚看板（カツライス）として活躍した。ファンから「雷（らい）さま」と親しまれた。1968年（昭和43年）6月に直腸癌を患っていることがわかり、手術を受けるが肝臓に転移、翌年7月17日に死去した。

## 生涯
その生涯で芸名や本名がたびたび変わっているため、本文中でこの人物のことを指すときは原則として「雷蔵」で統一する。

### 誕生・三代目市川九團次の養子となる（1931年8月 - 1933年）
市川雷蔵は1931年（昭和6年）8月29日、京都府京都市中京区西木屋町神屋町で誕生した。出生時の名は亀崎 章雄といった。生後6か月の時に伯父で歌舞伎役者の三代目市川九團次の養子となり、本名を竹内 嘉男と改名した。
映画評論家の田山力哉によると、雷蔵が養子に出された経緯は次のとおりである。雷蔵の父は母が雷蔵を妊娠中に陸軍幹部候補生として奈良に移り、母は父の生家に留まった。しかし母は父の親族のいじめに遭い、母は父に助けを求めたが無視されたため、たまりかねて実家に戻って雷蔵を出産。その時までに両親の仲は決裂しており、母は1人で雷蔵を育てるつもりだったが、間もなく父の義兄にあたる三代目九團次が雷蔵を養子として引き取ると申し出た。母は始めこの申し出を断ったが最終的に同意、雷蔵は九團次の養子となった。雷蔵自身が九團次の養子であることを知ったのは16歳の時、実母との対面を果たしたのは30歳を過ぎてからのことだった。

### 歌舞伎役者となる（1934年 - 1949年5月）
三代目九團次の養子となってからおよそ2年が過ぎた1934年、雷蔵は京都から大阪へ移った。九團次は幼少期の雷蔵に歌舞伎役者の修行をさせなかったが、1946年、3年生の時に大阪府立天王寺中学校 (現在の大阪府立天王寺高等学校) を退学して歌舞伎役者になる道を選んだ。
1946年11月、15歳の時に大阪歌舞伎座で催された東西合同大歌舞伎の『中山七里』の娘おはなで市川 莚蔵（いちかわ えんぞう、養父・三代目市川九團次の前名）を二代目として名乗り初舞台を踏んだ。初舞台から2年余りが経った1949年5月には嵐鯉昇（後の八代目嵐吉三郎、映画俳優・北上弥太郎）や二代目中村太郎らとともに若手による勉強会「つくし会」を立ち上げ、稽古に励んだ。しかし養父の九團次は京都市会議員の子で、歌舞伎役者に憧れて二代目市川左團次に弟子入りした、門弟あがりの役者だった。権門の出ではない九團次は上方歌舞伎における脇役専門の役者に過ぎず、雷蔵はその息子であることに苦しみ続けることになる。

### 三代目市川壽海の養子となる（1949年6月 - 1951年6月）

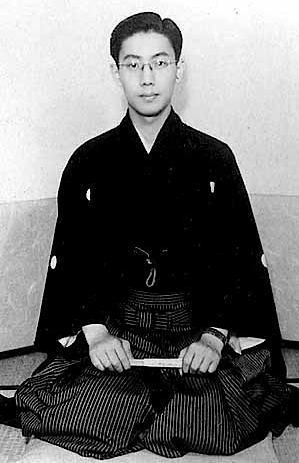
市川壽海との養子縁組が成立した日の記念写真（昭和26年4月）

1949年に雷蔵が「つくし会」を立ち上げたのと同じ時期に、演出家の武智鉄二は筋の良い若手歌舞伎役者を起用して、後に「武智歌舞伎」と呼ばれるようになる正統派歌舞伎を上演するようになった。「つくし会」が武智歌舞伎に参加したことがきっかけで雷蔵を知った武智は、雷蔵の役者としての資質を高く評価したが、九團次の子のままでは権門が幅を利かせる梨園では日の目を見ずに埋もれてしまうことを案じた。そこで武智は、四半世紀もその名が絶えていた上方歌舞伎の大名跡「中村雀右衛門」を継がせようと考えたが、雷蔵が梨園の権門の出でないことを嫌った三代目中村雀右衛門の未亡人に断られてしまう。
その後武智は、子がなかった三代目市川壽海が雷蔵を養子にしたいという意向を持っていることを知る。1950年12月、三代目市川壽海は「つくし会」に審査員として立ち会い、『修禅寺物語』の源頼家を演じた雷蔵に高評価を与えていた。壽海は仕立職人の息子という歌舞伎とは無縁の出自を抱えながら、苦労の末に戦中から戦後にかけての関西歌舞伎で急成長をとげ、この頃までには関西歌舞伎俳優協会会長の要職を担う重鎮となっていた。さらに七代目團十郎と九代目團十郎が俳名に使っていた「壽海」を名跡として名乗ることを許され、加えて「成田屋」と「壽海老」という、通常ならば市川宗家の者が使用する屋号と定紋を許されてもいた。そこで武智は関係者に働きかけ、この養子縁組を取りまとめることに成功する。壽海は雷蔵に、自身と同じような市川宗家ゆかりの由緒ある名跡である「市川新蔵」を継がせたいと願ったが、これには当時東京で市川宗家の番頭格としてこれを代表する立場にあった二代目市川猿之助（初代猿翁）が「どこの馬の骨とも知れない役者に新蔵の名跡はやれない」と猛反対、交渉の結果「市川雷蔵」の名跡を継ぐことで決着した。養子縁組は1951年4月に成立。同年6月には大阪歌舞伎座で雷蔵襲名披露が行われた。なお、映画監督の池広一夫によると三代目市川壽海について、雷蔵の実父ではないかという噂があったという。
養子縁組を受けて、雷蔵は後半生の本名・太田 吉哉に改名した。この名前は姓名判断に凝っていた雷蔵が自ら決めたものだった。ちなみに大映京都撮影所所長だった鈴木晰也によると雷蔵は周囲にも盛んに改名を勧め、大映の関係者の中には雷蔵の勧めで改名した者が20〜30人はいたという。後に結婚する永田雅子も、もとは恭子という名前だったが雷蔵の勧めで雅子に改名している。

### 映画俳優に転身（1951年7月 - 1957年）

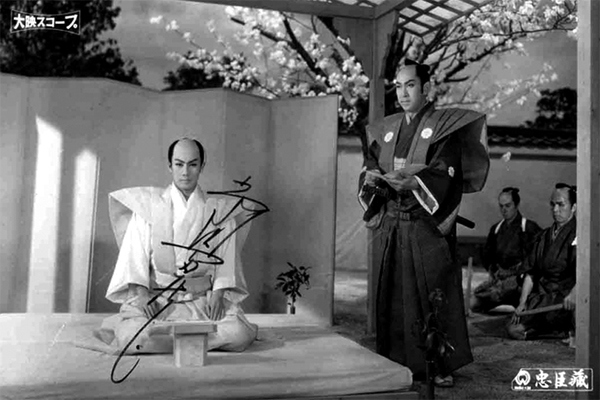
映画『忠臣蔵』で大役の浅野内匠頭を演じた雷蔵
----
右は上使多門伝八郎の黒川弥太郎
（大映製作、1958年（昭和33年）4月1日公開の『忠臣蔵』より、スチル写真）

1951年に壽海の養子となった雷蔵だったが、若いうちから大役を与えないという壽海の方針もあって、さして良い役は与えられず、楽屋には大部屋があてがわれるという扱いを受けた。そんな中、雷蔵は1954年に大映所属の映画俳優に転身した。
動機について雷蔵自身は日和見的・試験的に映画に出てみようと思ったと述べているが、田山力哉によると雷蔵は以前から自分に対する処遇に強い不満を感じていたところ、1954年に大阪歌舞伎座で催された六月大歌舞伎『高野聖』において、台詞がひとつもない白痴の役が割り当てられたことに憤激し、梨園と縁を切ることを決意、かねてから雷蔵を時代劇のスターとして売り出そうとしていた大映の誘いに応じ、映画俳優に転身したという。なお、映画俳優転身後に雷蔵がつとめた歌舞伎は1964年1月、前年に落成したばかりの日生劇場で上演された武智鉄二演出『勧進帳』の富樫左衛門のみである。雷蔵はこの時「歌舞伎は年を取ってからでないとだめだが、映画は年を取ったらだめ。若い間、映画で稼いで、年を取ったら歌舞伎をやろうと思っているんです」と語っている。映画俳優になることを決めた後、雷蔵は映画館に足繁く通って東映の時代劇スター中村錦之助の演技を研究した。
雷蔵は1954年8月25日公開の『花の白虎隊』で映画俳優としてデビューした。権門の出ではない雷蔵の出自は歌舞伎界では出世の妨げとなったが、関西歌舞伎の重鎮・市川壽海の子である雷蔵は映画界では貴種として扱われた。大映の経営陣は雷蔵を長谷川一夫に続くスターとして売り出す意向を持っており、デビュー作の『花の白虎隊』の後5作目の『潮来出島 美男剣法』（1954年12月22日公開）、6作目の『次男坊鴉』（1955年1月29日公開）と立て続けに主役に抜擢した。
デビュー2年目の1955年、雷蔵は『新・平家物語』（1955年9月21日公開）の平清盛役でスターとして注目を集めるようになった。雷蔵の映画を16本監督した田中徳三は、当初雷蔵の俳優としての大成は難しいと感じていたが、『新・平家物語』で印象が一変したと述べている。また雷蔵の映画を16本監督した池広一夫は、それまで長谷川一夫の亜流のようなことをやっていたのが、じわじわと役者根性が出てきたと評している。映画評論家の佐藤忠男は、『新・平家物語』を境に「長谷川一夫の後を追うように、もっぱらやさ男の美男の侍ややくざを演じた」雷蔵が、「通俗的なチャンバラ映画だけではなく、しばしば格調の高い悲劇も鮮やかに演じるすぐれた俳優になっていった」と評している。雷蔵は足腰が弱く、立ち回りの時にふらつく癖があった。元大映企画部長の土田正義によると、立ち回りに不安のある雷蔵に「天下を制した青年清盛」を演じさせるのは大変な冒険だったという。雷蔵も自身の足腰の弱さを自覚しており、同志社大学相撲部へ通い四股を踏むなど様々な鍛錬を行ったが改善されず、撮影時にスタッフは足腰の弱さが画面に表れないよう配慮する必要があった。雷蔵の映画を18本監督した三隅研次によると、雷蔵は自らの肉体的な弱さに対し強い嫌悪感を持っていたが、ある時期を境にそうした肉体的欠陥を受けいれた上で、それを乗り越えようとする姿勢をとるようになったという。『新・平家物語』を境に雷蔵は、年間10本以上の映画に出演し休日返上で撮影を行う多忙な日々を送るようになった。

### トップスターとなる （1958年 - 1968年5月）

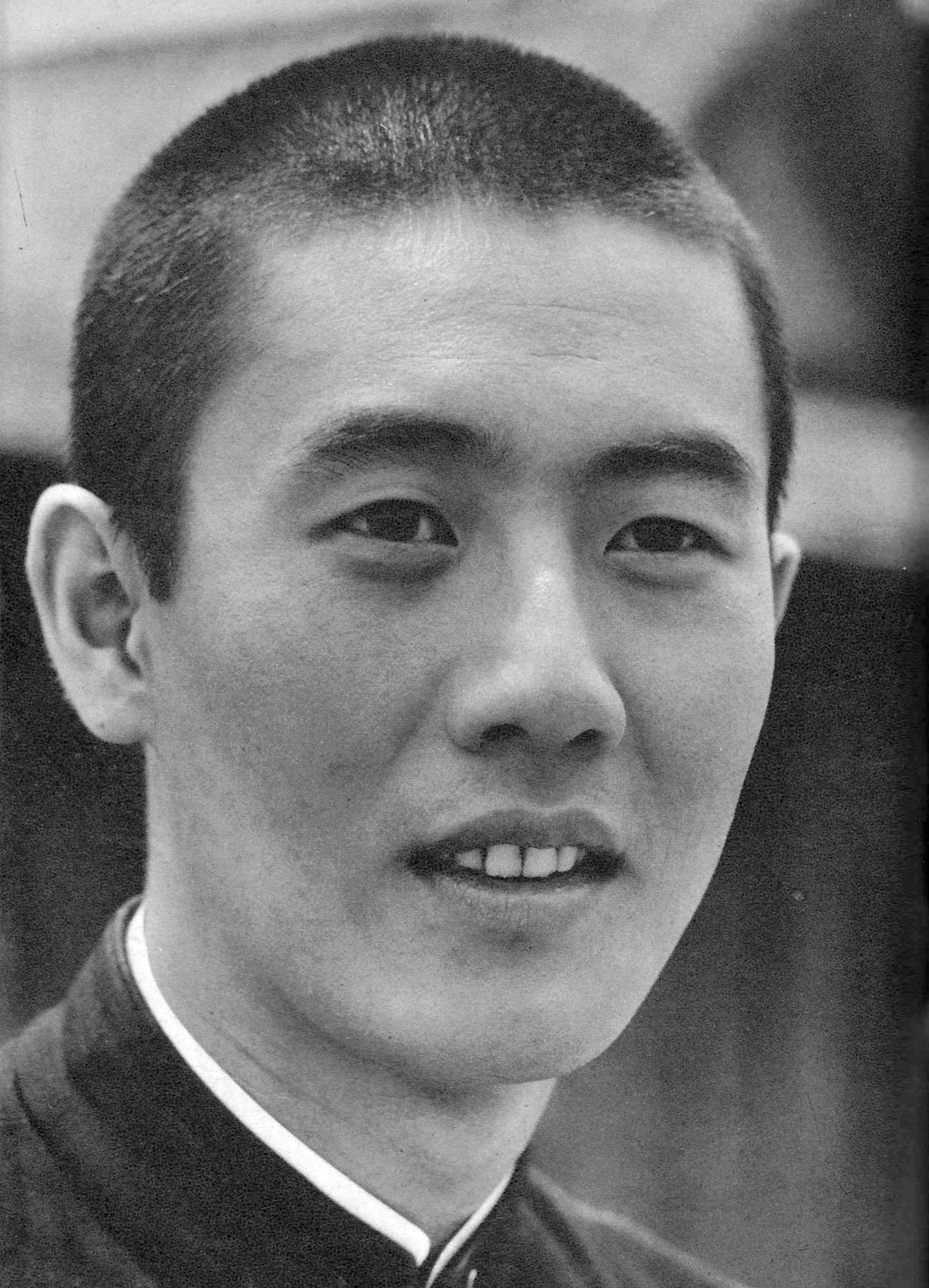
市川雷蔵 初の現代劇『炎上』

1958年（昭和33年）、市川崑は『炎上』（同年8月19日公開。原作は三島由紀夫『金閣寺』）の主役に雷蔵を抜擢した。市川によると、はじめは川口浩を起用しようとしたが、大映社長の永田雅一に反対され、そこで直感的に雷蔵を指名したという。この役は吃音症に劣等感を持つ暗い学生僧で、大映社内にはそれまで二枚目の役ばかりを演じてきた雷蔵の起用を疑問視したり反対したりする意見もあったが、「俳優市川雷蔵を大成させる一つの跳躍台としたい」という決意で臨んだ雷蔵はこの役を好演した。市川崑は雷蔵の演技を「百点満点つけていいと思います。もう何もいうことないですよ」と評した。『炎上』での演技はしばしば、雷蔵自身の生い立ちが反映していると評される。市川崑は「役を通じて何か自分というものを表出しようとしている」「演技を通り越した何か…（中略）…彼がそれまで背負ってきた、人にはいえないような人生の何かしらの表情」があったと評している。田中徳三は雷蔵の複雑な生い立ち、心の地の部分のようなものが出、役と重なり合っていたと評している。池広一夫は、生い立ちにまつわる「人生の隠された部分」、「地の部分」というべきものを演技に出せる雷蔵だからこそできた表現と評している。なお、大映企画部だった辻久一が雷蔵自身の生い立ちが『炎上』での演技に影響しているのではないかと問うたところ、雷蔵はこれを否定しなかった。『炎上』での演技は世間でも高く評価され、キネマ旬報主演男優賞、ブルーリボン賞男優主演賞などを受賞。雷蔵はトップスターとしての地位を確立した。
1963年（昭和38年）に始まった『眠狂四郎』シリーズは、雷蔵の晩年を代表するシリーズとなった。田中徳三によると、雷蔵は当初主人公・眠狂四郎を演じることに苦戦した。雷蔵自身も1作目の『眠狂四郎殺法帖』（1963年（昭和38年）11月2日公開）について、「狂四郎という人物を特徴づけている虚無的なものが全然出ていない」と述べ、失敗作だったことを認めているものの、4作目の『眠狂四郎女妖剣』（1964年（昭和39年）10月17日公開）で虚無感、ダンディズム、ニヒリズムを表現する役作りに成功した。『眠狂四郎』シリーズにおける雷蔵の演技について勝新太郎は、「眠狂四郎をやる時にかぎり、鼻の下がちょっと長くなるのね。死相を出すというのかな。人間、死ぬ時の顔だね、あれは」「立ち回りなんかも、雷ちゃん、顔で斬ってたね。剣で斬らないで顔で斬ってた」と述懐し、「雷ちゃんは、眠狂四郎を殺陣でもセリフでもなく、顔でやっていたんだとおれは思うよ」と評している。池広一夫は「何も言わないで、表情もなしで、ただ歩いている姿だけで、背負っている過去みたいなものを表現した」と評している。『眠狂四郎多情剣』の監督を務めた井上昭は、雷蔵以外にも眠狂四郎を演じた役者はいるが、精神性において雷蔵にはかなわなかったと述べている。雷蔵が主演したシリーズの作品数は12本に及び、雷蔵が主演した作品の中で最も多いものとなった。

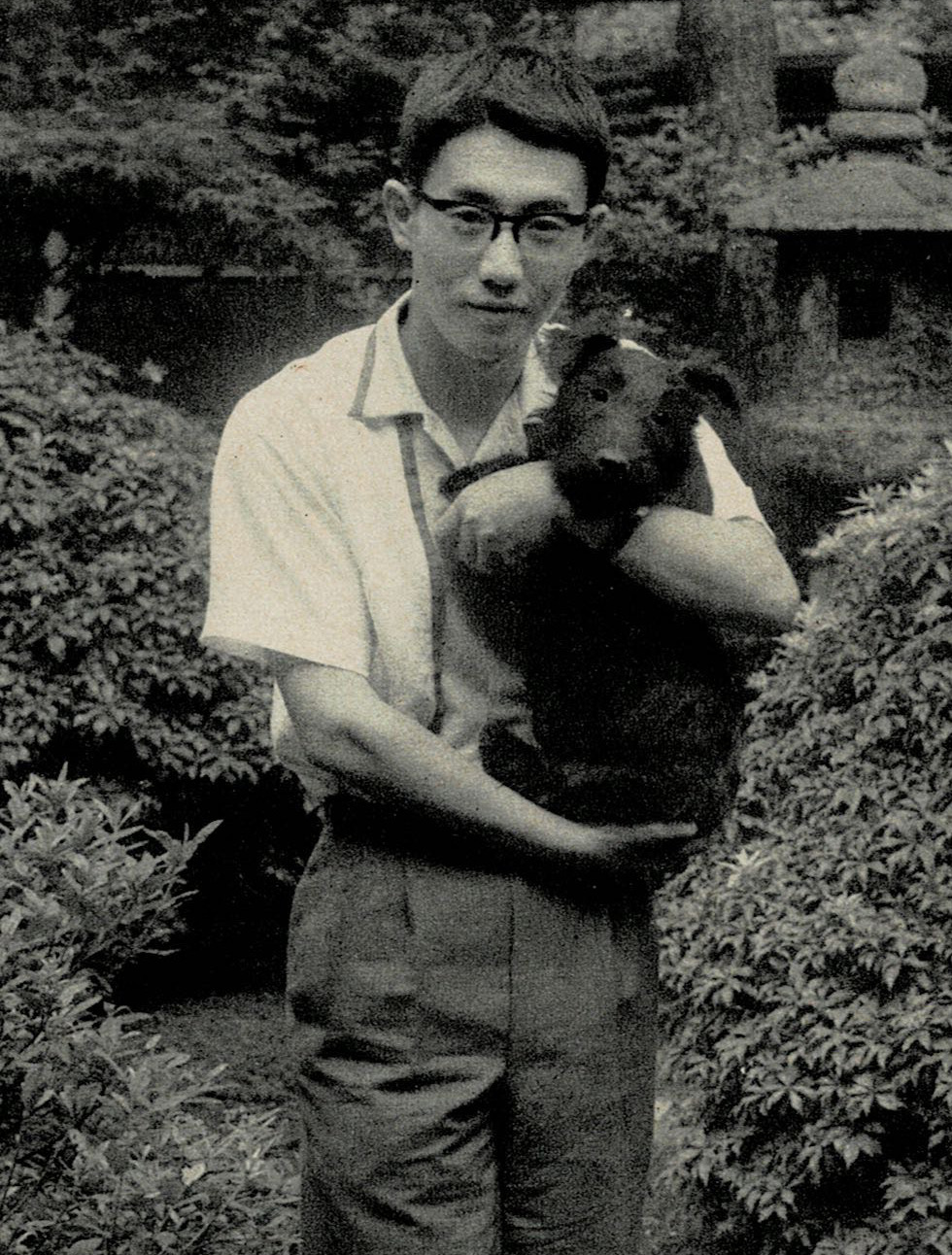
1960年頃

池広一夫によると、雷蔵は俳優としてキャリアを重ねるにつれ、監督として映画製作に携わることを希望するようになっていったという。池広は雷蔵に対し、監督ではなくプロデューサーとして題材、脚本家、監督、出演者をすべて決める方がよいとアドバイスした。1968年（昭和43年）1月、雷蔵は「今まで見たこともない新しい演劇をこしらえたい」という決意の下、劇団「テアトロ鏑矢」を設立しプロデューサーとしての活動を始めようとしたが、その直後に病に冒され（下述）、劇団が活動することはなかった。雷蔵の作品14本の脚本を担当した星川清司によると、雷蔵は星川と三隅研次に「映画というのはそう長くないかもしれないなあ。いつか3人で芝居をやろう。新しい仕事をやってみよう」、「黙阿弥の作品を現代的な目でとらえてやってみようよ」と語ったこともあったという。

### 晩年・死去（1968年6月 - 1969年7月17日）

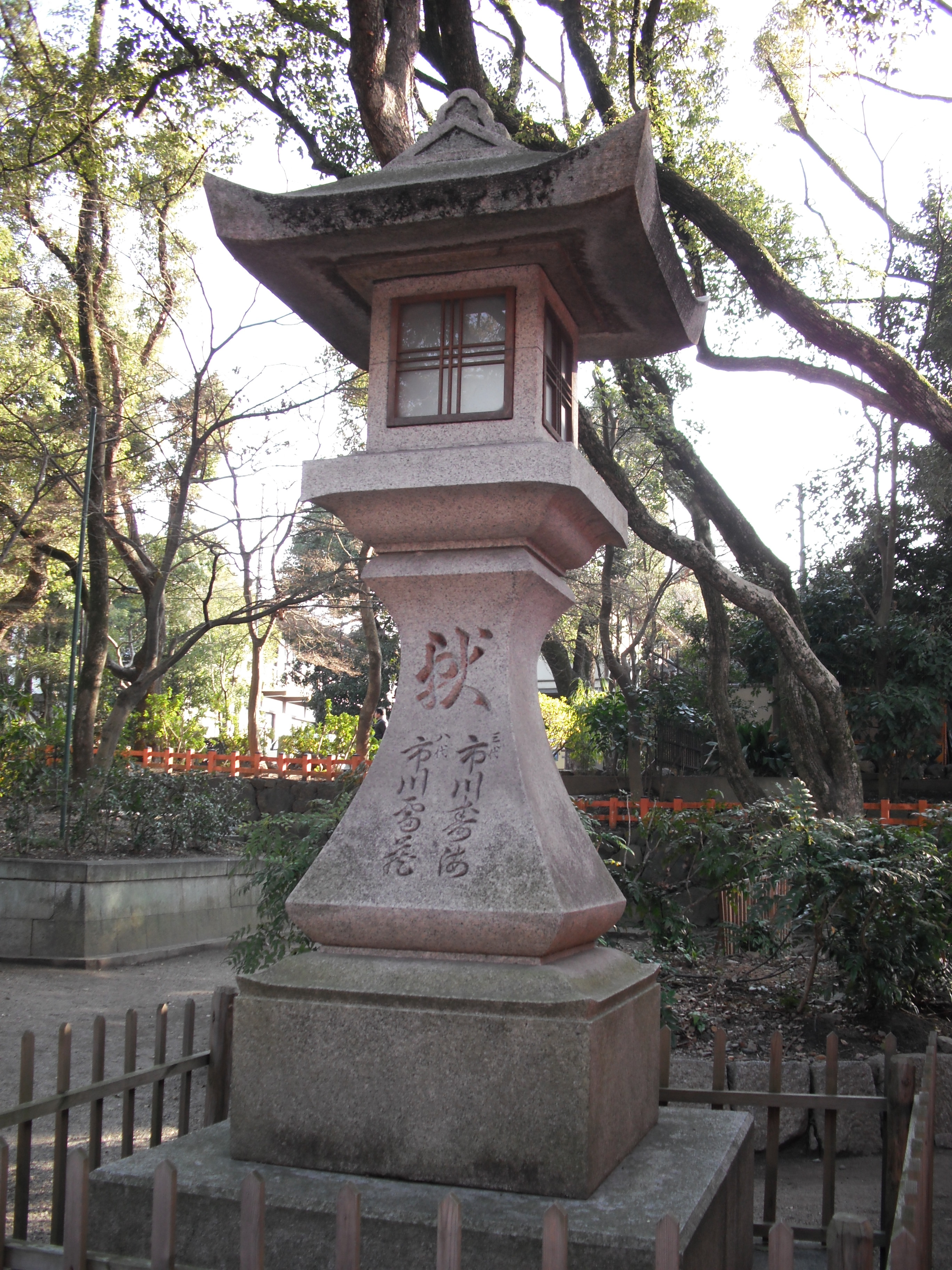
京都祇園の八坂神社境内西楼門裏にある灯篭には、雷蔵と壽海の名が刻まれている

1968年（昭和43年）6月、雷蔵は『関の弥太っぺ』の撮影中に下血に見舞われ、入院した。検査の結果、直腸癌であることが判明したが、本人には知らされなかった。8月10日に手術を受け退院したが、家族は医師から「半年余りの間に再発する」という宣告を受けた。雷蔵は生まれつき胃腸が弱く、1961年（昭和36年）にも『沓掛時次郎』の撮影後に下血に見舞われており、病院で精密検査を受けた結果、「直腸に傷がある」という診断を受けたことがあった。また、1964年（昭和39年）1月に日生劇場で『勧進帳』をつとめた際には武智鉄二に対し、「下痢に悩まされている」と告白している。
退院後、雷蔵は『眠狂四郎悪女狩り』（1969年1月11日公開）『博徒一代 血祭り不動』（1969年（昭和44年）2月12日公開）の撮影を行ったが、体力の衰えが激しく、立ち回りの場面は吹き替えの役者が演じた。1969年（昭和44年）2月に体調不良を訴え再入院。2度目の手術を受けた雷蔵は、スープも喉を通らなくなるほど衰弱していたが、『あゝ海軍』で海軍士官の役を演じることに意欲を見せ、関係者と打ち合わせを行っていた。しかし復帰がクランクインに間に合わず、大映は代役に二代目中村吉右衛門を立てて撮影することを決定。そのことを新聞を読んで知って以来、雷蔵は仕事の話を一切しなくなったという。7月17日、転移性肝がんのため死去。37歳没。葬儀は7月23日に大田区の池上本門寺で行われた。戒名は「大雲院雷蔵法眼日浄居士」。墓所もかつては同寺にあったが、現在は久遠寺（山梨県南巨摩郡身延町）に移転している。
死の間際、雷蔵は混濁した意識の中で自分の死に顔を誰にも見せないよう何度も懇願したといわれているが、妻の太田雅子はこれを否定し、「雷蔵は最後まで復帰をあきらめておらず、遺言は一切なかった」と述べている。死後、雷蔵の顔には白布が二重に巻かれ、火葬されるまで解かれることはなかった。雅子によると、本人の「痩せてしまった姿を誰にも見せたくない」という遺志から、死に顔を見たのは養父の壽海と社長の永田だけであったという。
最後の出演作品となったのは『博徒一代 血祭り不動』（1969年（昭和44年）2月12日公開）で、当時人気を博していた東映の任侠路線を明らかに意識した作品だった。雷蔵は「鶴田浩二の二番煎じを俺にやれというのか」と出演を渋ったが、土田正義が「次はやりたい作品に出演させる」と説得し、出演が決まった経緯があった。しかし、土田は後年に本人が乗り気でなかった作品が遺作になったことについて、後悔の念を述べている。死から2年後の1971年（昭和46年）に大映は倒産したが、星川清司は「雷蔵の死は、大映の倒産を象徴する出来事だった」と回顧している。

### 死後（1969年7月17日 - ）
死から5年後の1974年、ファンクラブ「朗雷会」が発足、2019年現在も活動を続けている。大映京都撮影所で製作部長を務めた松原正樹によると、雷蔵のファン層はその演技や人間性に惹かれたと思われるインテリの女性が多いところに特徴があり、「キャーキャーとさわぐようなタイプなど見当たらなかった」という。また京都では、雷蔵の命日にあたる7月17日に行われる「市川雷蔵映画祭」で主演作品を上映することが夏の恒例行事となっている。2009年12月から2011年5月まで雷蔵の出演作品を上映する『没後40年特別企画 大雷蔵祭』が開催された。
2000年に発表された『キネマ旬報』の「20世紀の映画スター・男優編」で日本男優の6位、同号の「読者が選んだ20世紀の映画スター男優」では第7位になった。2014年発表の『キネマ旬報』による『オールタイム・ベスト 日本映画男優・女優』では日本男優3位となった。

## 家族
1962年（昭和37年）に永田雅一の養女・雅子と結婚。3人の子供をもうけている。雅子は雷蔵から「表には一切出ないように」と言われており、死後も夫について語って欲しいという依頼を断り続けていたが、死後40年を経た2009年（平成21年）、『文藝春秋』2009年5月特別号に回想記「夫・市川雷蔵へ四十年目の恋文」を発表している。

## 受賞歴
市川 1995、巻末の年譜による。
- 1959年（昭和34年）1月 - 『炎上』でキネマ旬報主演男優賞
- 1959年（昭和34年）2月 - 『炎上』『弁天小僧』でブルーリボン主演男優賞、NHK映画最優秀主演男優賞
- 1959年（昭和34年）9月 - 『炎上』の演技により、イタリアの映画誌『シネマ・ヌオボ』で最優秀男優賞
- 1964年（昭和39年）11月 - 『剣』で京都市民映画祭主演男優賞
- 1967年（昭和42年）2月 - 『華岡青洲の妻』でNHK映画最優秀男優賞、キネマ旬報主演男優賞
- 1968年（昭和43年）11月 - 『華岡青洲の妻』で京都市民映画祭主演男優賞
- 1969年（昭和44年）11月 - 京都市民映画祭マキノ省三賞

## 評価

### 演技
脚本家の八尋不二は雷蔵の人柄について、「誰に対しても、おごらず、たかぶらず、常に礼儀正しかった」と評しており、その性格が芸風にも反映されていたとしている。八尋は、「数ある時代劇の俳優の中にも、もう彼のように、折り目の正しい、いい意味での、本当の武士らしい武士になりきれるものは一人もいない」と述べている。
池広一夫は、雷蔵の生い立ちが役者としての雷蔵に「非情の影」を落とし、その結果人生の影の部分、地の部分が出ていた。しかも単に出すのではなく噛みしめて出していたと評している。雷蔵の出演作品で最も多く監督を務めた森一生は、雷蔵は自身が抱える「誰にもいっていない人間的な苦しみ」に耐え、芝居に昇華させていたと述べている。森が映画評論家の山根貞男によるインタビューを受けた際、2人は雷蔵に「さわやかな悲しさがある」という見解で一致した。山根はこの言葉の意味を「悲劇を演じることが多いのですが、ただ暗くゆううつというのではなく、どこかにスカッとした面があります。悲しみとさわやかさの両方を備えた役者というのは雷蔵以外にはいません」と解説している。
佐藤忠男は雷蔵の演技について、時代劇、現代劇を問わず、「どんなにみじめな役でも、どんなに滑稽な役でも、それを格調高く演じることによって作品に気品を与えた」と評している。評論家の川本三郎は雷蔵の演技の良さについて、「ここにいながらここにいない」ともいうべき「濁世にあっていつもまなざしを遠くへと向けている透明感」にあると評し、この透明感ゆえに「取りようによってはキザなセリフが、そうはならない」と述べている。
鈴木晰也は、雷蔵と同じように武智歌舞伎から映画俳優に転身したが、大成せずに結局歌舞伎の舞台に戻った二代目中村扇雀（四代目坂田藤十郎）や七代目大谷友右衛門（四代目中村雀右衛門）を引き合いに出して、梨園で子役時代を経験しなかった雷蔵が歌舞伎に染まりきらなかったことが映画で成功した大きな要因だったと分析している。
2014年に映画関係者や文化人を対象にした『キネマ旬報』のアンケートでは、好きな日本映画男優の第3位に選ばれている。

### 容姿
雷蔵には普段は地味で目立たない容姿だが、撮影時にメークをすると一変するという特徴があった。多くの映画関係者がこの特徴に言及している。
市川崑は、雷蔵の本質は「硬質かつ素朴」で、通常のスターが特定のキャラクターを通すのに対し、持前の素朴さが「メーキャップでどうにでも変わる」ところに特徴があったと評している。井上昭は、メークを施すと普段の姿とはまったく違って美しく見えたといい、また「『え、これが!?』というぐらい、メークでパッと変わる」とも述べている。田中徳三は、「手応えのない温和さと、清潔な雰囲気を持ったこの人は、仕事になると凛然と肩を上げて、着実で重厚な、そして絢爛たる演技者に変貌した。これは素顔を知っている私には、目をみひらくような驚きであった」と評している。
井上昭によると、デビュー時に雷蔵は勝新太郎や花柳武始とともに長谷川一夫からメークの指導を受けた。他の2人は教わった通りにメークをしていたのに対し、雷蔵だけは自己流を通す部分が多かったという。井上は、目張りや眉毛のメークに雷蔵の独自性が表れていると分析している。さらに井上によると、雷蔵は主要なメークを自身の手で行い、その様子を人に見せようとはしなかったという。井上は、雷蔵にとってメークは役柄に没頭していくプロセスであったため、他人には見られたくなかったのだと推測している。親交の深かった者の多くが語るところでは、メーキャップが天才的に上手で、洋装でメガネを掛けた地味な銀行員然たる普段の雷蔵と、カメラの前の雷蔵とはまるで別人であったため、私生活の雷蔵と街ですれ違っても、その質素さからスター雷蔵だと気づく者は、ファンはもとより業界関係者にもほとんどいなかった。
『好色一代男』の脚本を書いた白坂依志夫は、普段は商社マンのようだが「スクリーンに登場すると、驚くべき変貌を遂げ、明るさのなかに、虚無と一抹の郷愁をたたえた雄々しく、美しい青年スタア」に変貌を遂げると評している。井上昭は、雷蔵が主演した作品のポスターには後姿の雷蔵が顔だけ振り向いている構図のものが多いが、これは後姿にこそ雷蔵の持つ虚無的な魅力が出ると多くの監督が感じていたためだと述べている。

## 勝新太郎との比較

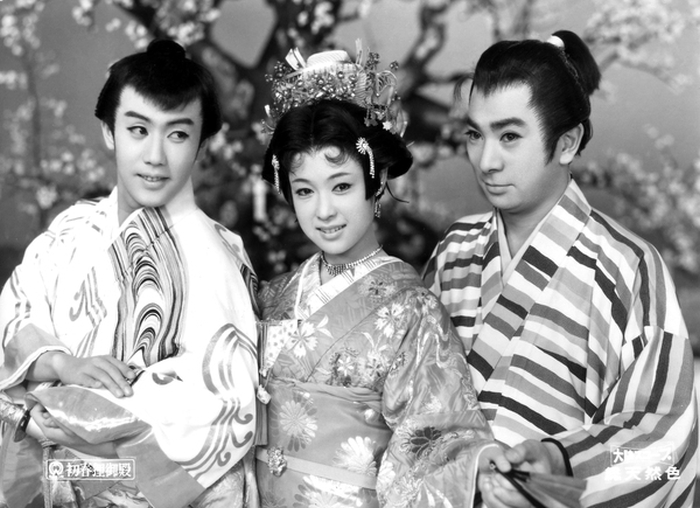
雷蔵の狸吉郎（左）と勝の栗助（右）
----
間に若尾文子のきぬた姫
（大映製作、1959年（昭和34年）12月27日公開『初春狸御殿』より、スチル写真）

雷蔵は脇役専門の役者・三代目市川九團次の子で、かつては二代目市川莚蔵といった。勝新太郎は長唄三味線方・杵屋勝東治の子で、かつては二代目杵屋勝丸といった。その雷蔵と勝が大映と専属契約を結んだのはともに1954年で、2人は同期入社だった。同じ1931年生まれで、歌舞伎に早々と見切りをつけて映画という新天地を選んだ点で、この2人は良く似た境遇にあった。
前述のように、大映の経営陣は雷蔵を長谷川一夫に続くスターとして売り出す意向を持っており、「スムーズに軌道に乗った」。一方、田中徳三によるとデビュー当初の勝は「長谷川一夫さんの二番煎じのような」白塗りの二枚目を演じていたが、監督も配役も一流のものとはいえず、長らくヒット作に恵まれなかった。
勝が興行収入や話題において雷蔵を凌ぐほどの活躍を見せるようになったのは、1960年代に入って主演した『悪名』シリーズや『座頭市』シリーズがヒットしてからのことであった。鈴木晰成は、勝は「70〜80本撮って何ひとつ当たらん状態が続いた後、『悪名』でようやく使いものになった」と述懐している。また田中徳三によると、1960年の『不知火検校』で野心的な悪僧を演じて絶賛されるまで勝の出演作は客入りが悪く、映画館主からはなぜあの俳優ばかりを使うのかという苦情が寄せられるほどだったという。1959年当時の状況について勝は、「番付が違う。雷ちゃんはもうすぐ大関、横綱になるのが分かってたわけだから。おれのほうは、三役になれるかなれないかというところ」と振り返っている。
「勝」と「雷」を掛け合わせて「カツライス」と呼ばれるまでになった大映の「二枚看板」市川雷蔵と勝新太郎は、その容姿や芸風が大きく異なることから比較の対象とされることが多く、2人はライバル関係にあると一般には思われていた。しかし「勝っちゃん」「雷ちゃん」と互いを呼び合う2人の仲は、関係者によると決して悪いものではなく、むしろ親しい関係にあったという。そもそも雷蔵は、勝の妻である中村玉緒とは、玉緒の父が関西歌舞伎の二代目中村鴈治郎という関係もあって、彼女が幼少時から親交があった。
作家の村松友視は、「大きい役とは縁がなく、門閥と因襲にしばられる歌舞伎界で、悶々とした日々をすごし」た雷蔵と、歌舞伎界において裏方である長唄三味線の出身である勝には、ともに「一種のコンプレックスが、解決すべき重大な問題としてあった」のであって、「同じようなエネルギー源となる要因」を持っていたのだと指摘している。
俳優としての比較
雷蔵は台本が完成するまでは作品について色々と意見を言う性格で、「ゴテ雷」と呼ばれた。ただし一度納得すると不平や愚痴を言うことはなく、撮影に入ってから意見を言うこともなかった。一方、勝は台本の段階では何も言わず、撮影現場で意見をするタイプで、台本とは全く違う演技をしてスタッフを困らせることもしばしばあった。
井上昭によると、雷蔵は監督の演出方法に合わせて役を演じることができた。そのため、たとえば同じ眠狂四郎でも監督が違うと匂いや味が違うのだと述べている。一方の勝の場合は、監督が違っても「座頭市だったら、全部、勝ちゃんの座頭市」になると述べている。鈴木晰也も同様の意見を述べている。村松友視は、勝は「何をやっても勝新太郎のイメージ」になるタイプの俳優で、長谷川一夫や片岡千恵蔵らとともに日本の映画スターの本流に属するのに対して、雷蔵は役柄に応じて多彩に演じ分ける、日本の映画スターの中では異色の存在であったと分析している。
両者の主演作品で監督した田中徳三は、両者の殺陣を比較して、雷蔵については「腰から下がきまらない点はあるが、それでも十分にリアルな立ち回りもできる人」とおおむね肯定的な評価を与えている一方で、「勝ちゃんが巧すぎる」として勝に軍配を上げている。
人物像の比較
池広一夫によると、勝は嫌いな相手に対しても「一応調子を合わせる」ことができたが、雷蔵の場合は「嫌いな人は徹底的に嫌う」タイプで、面と向かって「顔も見たくない」という態度をとったという。池広によると、雷蔵が特に嫌ったのは仕事がいい加減な人間だった。
大映映画の多くで美術監督をつとめた西岡善信は、映画関係者との人付き合い方について、勝が俳優や会社の偉いさんと飲みに行くタイプだったのに対し、雷蔵は裏方や若輩者と交流するタイプだったという。田中徳三も、雷蔵はスタッフの面倒見がよく、しばしば自宅へ招いたり一緒に食事をしたりするなどしていたと述べている。星川清司によると、雷蔵は「ネオンのけばけばしい店や有名な料亭」を好まず、「ごくふつうの料亭で格式ばらずに」、「真正直に映画論や人生論をたたかわした」。
雷蔵の『眠狂四郎炎情剣』と勝の『座頭市二段斬り』をほぼ同時期に手がけた撮影監督の森田富士郎は、両者の性格について、雷蔵は真面目で直線的だが、勝は直感的で点をあちこちに散らばめたような行動様式だったと述べている。

## 出演作品
これまでに確認されている雷蔵の出演作品は159本である。以下に年度別出演作品を示す。

### 1954年
| 公開日   | 作品                    | 脚本       | 監督     | 共演                             | ポスター |
| -------- | ----------------------- | ---------- | -------- | -------------------------------- | -------- |
| 8月25日  | 花の白虎隊              | 八尋不二   | 田坂勝彦 | 花柳武始、勝新太郎、黒川弥太郎   |          |
| 9月29日  | 銭形平次捕物控 幽霊大名 | 八住利雄   | 弘津三男 | 長谷川一夫、長谷川裕見子         |          |
| 10月20日 | 千姫                    | 八尋不二   | 木村恵吾 | 京マチ子、大河内傳次郎、菅原謙二 |          |
| 11月1日  | 歌ごよみ お夏清十郎     | 舟橋和郎   | 冬島泰三 | 美空ひばり、香川良介             |          |
| 12月22日 | 潮来出島 美男剣法       | 八木隆一郎 | 安田公義 | 嵯峨美智子、水戸光子、黒川弥太郎 |          |

### 1955年
| 公開日  | 作品           | 脚本              | 監督       | 共演                                   | ポスター |
| ------- | -------------- | ----------------- | ---------- | -------------------------------------- | -------- |
| 1月29日 | 次男坊鴉       | 八尋不二          | 弘津三男   | 嵯峨美智子、香川良介                   |          |
| 3月25日 | 次男坊判官     | 衣笠貞之助        | 加戸敏     | 峰幸子、二代目市川小太夫、浅茅しのぶ   |          |
| 4月20日 | 鬼斬り若様     | 犬塚稔            | 安田公義   | 八潮悠子、水戸光子、岡譲二             |          |
| 4月24日 | 薔薇いくたびか | 衣笠貞之助 相良準 | 衣笠貞之助 | 根上淳、長谷川一夫、若尾文子、南田洋子 |          |
| 6月26日 | 踊り子行状記   | 西条照太郎 犬塚稔 | 安田公義   | 勝新太郎、山本富士子、長谷川裕見子     |          |
| 9月6日  | 綱渡り見世物侍 | 賀集院太郎        | 加戸敏     | 水原真知子、清川虹子、益田喜頓         |          |
| 9月21日 | 新・平家物語   | 依田義賢 成沢昌茂 | 溝口健二   | 林成年、木暮実千代                     |          |
| 11月1日 | いろは囃子     | 衣笠貞之助 犬塚稔 | 加戸敏     | 山根寿子、峰幸子、沢村貞子             |          |
| 12月7日 | 怪盗と判官     | 小国英雄          | 加戸敏     | 勝新太郎、阿井美千子、長谷川裕見子     |          |

### 1956年
| 公開日   | 作品                    | 脚本              | 監督       | 共演                                   | ポスター |
| -------- | ----------------------- | ----------------- | ---------- | -------------------------------------- | -------- |
| 1月3日   | 花の渡り鳥              | 犬塚稔            | 田坂勝彦   | 長谷川一夫、勝新太郎、木暮実千代       |          |
| 1月9日   | 又四郎喧嘩旅            | 賀集院太郎        | 田坂勝彦   | 嵯峨美智子、阿井美千子、田端義夫       |          |
| 2月26日  | 柳生連也斎 秘伝月影抄   | 鈴木兵吾          | 田坂勝彦   | 勝新太郎、林成年、夏目俊二、角梨枝子   |          |
| 3月28日  | 浅太郎鴉                | 比佐芳武          | 三隅研次   | 嵯峨美智子、浜世津子、水戸光子         |          |
| 5月25日  | 喧嘩鴛鴦                | 小国英雄          | 田坂勝彦   | 嵯峨美智子、大河内傳次郎、阿井美千子   |          |
| 6月8日   | 花の兄弟                | 犬塚稔            | 三隅研次   | 林成年、木暮実千代、三田登喜子         |          |
| 7月25日  | 花頭巾                  | 衣笠貞之助        | 田坂勝彦   | 山本富士子、勝新太郎、林成年           |          |
| 8月14日  | 銭形平次捕物控 人肌蜘蛛 | 小国英雄          | 森一生     | 長谷川一夫、山本富士子、矢島ひろ子     |          |
| 8月22日  | 弥次喜多道中            | 民門敏雄          | 斎藤寅次郎 | 林成年、花菱アチャコ、堺駿二、田端義夫 |          |
| 10月17日 | 月形半平太              | 衣笠貞之助 犬塚稔 | 衣笠貞之助 | 長谷川一夫                             |          |
| 11月7日  | 続・花頭巾              | 犬塚稔            | 田坂勝彦   | 山本富士子、勝新太郎、林成年           |          |
| 12月12日 | あばれ鳶                | 八住利雄          | 森一生     | 嵯峨美智子、林成年、近藤美恵子         |          |
| 12月28日 | 編笠権八                | 松村正温          | 三隅研次   | 角梨枝子、夏目俊二、三田登喜子         |          |

### 1957年
| 公開日   | 作品                   | 脚本                | 監督       | 共演                                     | ポスター |
| -------- | ---------------------- | ------------------- | ---------- | ---------------------------------------- | -------- |
| 1月15日  | スタジオはてんやわんや |                     | 浜野信彦   | 長谷川一夫、京マチ子                     |          |
| 3月6日   | 大阪物語               | 依田義賢            | 吉村公三郎 | 二代目中村鴈治郎、香川京子、浪花千栄子   |          |
| 3月20日  | 朱雀門                 | 八尋不二            | 森一生     | 柳永二郎、若尾文子、夏目俊二、山本富士子 |          |
| 4月30日  | 源氏物語 浮舟          | 八尋不二 衣笠貞之助 | 衣笠貞之助 | 長谷川一夫、二代目中村鴈治郎、山本富士子 |          |
| 6月4日   | 二十九人の喧嘩状       | 八尋不二            | 安田公義   | 阿井美千子、嵯峨美智子、林成年           |          |
| 7月2日   | 弥太郎笠               | 八尋不二            | 森一生     | 浦路洋子、夏目俊二、木暮実千代           |          |
| 8月6日   | 万五郎天狗             | 土屋欣三            | 森一生     | 阿井美千子、小野道子                     |          |
| 9月21日  | 稲妻街道               | 衣笠貞之助 犬塚稔   | 森一生     | 阿井美千子、品川隆二、小堀明男           |          |
| 9月29日  | 鳴門秘帖               | 衣笠貞之助 犬塚稔   | 衣笠貞之助 | 長谷川一夫、淡島千景、林成年             |          |
| 11月10日 | 鬼火駕籠               | 八尋不二            | 弘津三男   | 中村玉緒、嵯峨美智子、矢島ひろ子         |          |
| 12月15日 | 桃太郎侍               | 八尋不二            | 三隅研次   | 木暮実千代、浦路洋子、堺駿二             |          |

### 1958年
| 公開日   | 作品                 | 脚本                                | 監督     | 共演                                       | ポスター |
| -------- | -------------------- | ----------------------------------- | -------- | ------------------------------------------ | -------- |
| 1月9日   | 月姫系図             | 高岩肇                              | 渡辺実   | 二代目中村鴈治郎、田代百合子               |          |
| 1月15日  | 遊侠五人男           | 八尋不二                            | 加戸敏   | 長谷川一夫、梅若正二、勝新太郎、黒川弥太郎 |          |
| 2月5日   | 花太郎呪文           | 高岩肇                              | 安田公義 | 中村玉緒、林成年、阿井美千子               |          |
| 4月1日   | 忠臣蔵               | 渡辺邦男 八尋不二 民門敏雄 松村正温 | 渡辺邦男 | 長谷川一夫                                 |          |
| 4月16日  | 旅は気まぐれ風まかせ | 小国英雄                            | 田坂勝彦 | 三田登喜子、根上淳、千葉敏郎               |          |
| 4月29日  | 命を賭ける男         | 八尋不二                            | 加戸敏   | 長谷川一夫、山本富士子、近藤美恵子         |          |
| 6月10日  | 七番目の密使         | 鈴木兵吾                            | 森一生   | 阿井美千子、三田登喜子、舟木洋一           |          |
| 7月13日  | 女狐風呂             | 小国英雄                            | 安田公義 | 嵯峨美智子、林成年、浦路洋子               |          |
| 8月3日   | 人肌孔雀             | 松村正温                            | 森一生   | 山本富士子、梅若正二、近藤美恵子           |          |
| 8月19日  | 炎上                 | 和田夏十 長谷部慶治                 | 市川崑   | 新珠三千代、仲代達矢、二代目中村鴈治郎     |          |
| 10月1日  | 日蓮と蒙古大襲来     | 八尋不二 渡辺邦男                   | 渡辺邦男 | 長谷川一夫、勝新太郎、林成年               |          |
| 11月8日  | 濡れ髪剣法           | 松村正温                            | 加戸敏   | 小堀明男、八千草薫、潮万太郎               |          |
| 11月15日 | 伊賀の水月           | 渡辺邦男                            | 渡辺邦男 | 長谷川一夫、近藤美恵子、中村玉緒           |          |
| 11月29日 | 弁天小僧             | 八尋不二                            | 伊藤大輔 | 青山京子、勝新太郎、河津清三郎             |          |
| 12月21日 | 化け猫御用だ         | 民門敏雄                            | 田中徳三 | 梅若正二、近藤美恵子                       |          |

### 1959年
| 公開日   | 作品               | 脚本              | 監督       | 共演                             | ポスター |
| -------- | ------------------ | ----------------- | ---------- | -------------------------------- | -------- |
| 1月3日   | 人肌牡丹           | 松村正温          | 森一生     | 山本富士子、鶴見丈二、近藤美恵子 |          |
| 1月14日  | 遊太郎巷談         | 八尋不二          | 田坂勝彦   | 浦路洋子、金田一敦子、林成年     |          |
| 2月25日  | 蛇姫様             | 渡辺邦男          | 渡辺邦男   | 嵯峨美智子、中村玉緒、近藤美恵子 |          |
| 3月17日  | 若き日の信長       | 八尋不二          | 森一生     | 金田一敦子、高松英郎、青山京子   |          |
| 4月21日  | お嬢吉三           | 犬塚稔            | 田中徳三   | 浦路洋子、島田竜三、中村玉緒     |          |
| 5月1日   | 山田長政 王者の剣  | 小国英雄          | 加戸敏     | 長谷川一夫、若尾文子、根上淳     |          |
| 5月20日  | 千羽鶴秘帖         | 八尋不二          | 三隅研次   | 中村玉緒、鶴見丈二、左幸子       |          |
| 6月3日   | 次郎長富士         | 八尋不二          | 森一生     | 長谷川一夫、京マチ子、山本富士子 |          |
| 7月12日  | ジャン・有馬の襲撃 | 伊藤大輔          | 伊藤大輔   | 叶順子、根上淳、山村聰、弓恵子   |          |
| 8月1日   | 濡れ髪三度笠       | 八尋不二          | 田中徳三   | 淡路恵子、本郷功次郎、中村玉緒   |          |
| 9月27日  | かげろう絵図       | 衣笠貞之助 犬塚稔 | 衣笠貞之助 | 木暮実千代、山本富士子、志村喬   |          |
| 11月22日 | 薄桜記             | 伊藤大輔          | 森一生     | 勝新太郎、真城千都世、北原義郎   |          |
| 12月8日  | 浮かれ三度笠       | 松村正温          | 田中徳三   | 本郷功次郎、中村玉緒、宇治みさ子 |          |
| 12月27日 | 初春狸御殿         | 木村恵吾          | 木村恵吾   | 若尾文子、勝新太郎、中村玉緒     |          |

### 1960年
| 公開日   | 作品              | 脚本              | 監督       | 共演                                       | ポスター |
| -------- | ----------------- | ----------------- | ---------- | ------------------------------------------ | -------- |
| 1月3日   | 二人の武蔵        | 渡辺邦男 吉田哲郎 | 渡辺邦男   | 長谷川一夫、勝新太郎、本郷功次郎           |          |
| 2月17日  | 濡れ髪喧嘩旅      | 八尋不二          | 森一生     | 川崎敬三、三田登喜子、浦路洋子             |          |
| 4月6日   | 幽霊小判          | 松村正温          | 井上昭     | 丹羽又三郎、島田竜三                       |          |
| 4月13日  | ぼんち            | 和田夏十 市川崑   | 市川崑     | 京マチ子、船越英二、山田五十鈴、若尾文子   |          |
| 4月27日  | 大江山酒天童子    | 八尋不二          | 田中徳三   | 長谷川一夫、山本富士子、勝新太郎、中村玉緒 |          |
| 5月18日  | 歌行燈            | 泉鏡花            | 衣笠貞之助 | 山本富士子、柳永二郎、角梨枝子             |          |
| 6月1日   | 続・次郎長富士    | 八尋不二          | 森一生     | 長谷川一夫、本郷功次郎、根上淳、勝新太郎   |          |
| 7月10日  | 切られ与三郎      | 伊藤大輔          | 伊藤大輔   | 淡路恵子、中村玉緒、多々良純               |          |
| 8月9日   | 安珍と清姫        | 小国英雄          | 島耕二     | 若尾文子、毛利郁子、片山明彦               |          |
| 10月18日 | 大菩薩峠          | 衣笠貞之助        | 三隅研次   | 中村玉緒、本郷功次郎、島田正吾、根上淳     |          |
| 11月22日 | 忠直卿行状記      | 八尋不二          | 森一生     | 二代目中村鴈治郎、初代水谷八重子、小林勝彦 |          |
| 12月7日  | 薔薇大名          | 淀川新八          | 池広一夫   | 小林勝彦、浦路洋子、宮川和子               |          |
| 12月27日 | 大菩薩峠 竜神の巻 | 衣笠貞之助        | 三隅研次   | 山本富士子、本郷功次郎、中村玉緒           |          |

### 1961年
| 公開日   | 作品             | 脚本              | 監督     | 共演                               | ポスター |
| -------- | ---------------- | ----------------- | -------- | ---------------------------------- | -------- |
| 1月3日   | 花くらべ狸道中   | 八尋不二          | 田中徳三 | 勝新太郎、若尾文子、近藤美恵子     |          |
| 2月8日   | 濡れ髪牡丹       | 八尋不二          | 田中徳三 | 京マチ子、小林勝彦、小桜純子       |          |
| 3月21日  | 好色一代男       | 白坂依志夫        | 増村保造 | 若尾文子、船越英二、水谷良重       |          |
| 4月5日   | おけさ唄えば     | 笠原良三          | 森一生   | 橋幸夫、中村玉緒、二代目中村鴈治郎 |          |
| 4月26日  | 旅はお色気       | 小国英雄          | 黒田義之 | カメオ出演                         |          |
| 5月3日   | おてもやん       | 高岩肇            | 土井茂   | 三田村元、三木裕子、宮川和子       |          |
| 5月17日  | 大菩薩峠・完結編 | 衣笠貞之助        | 森一生   | 中村玉緒、本郷功次郎、近藤美恵子   |          |
| 6月14日  | 沓掛時次郎       | 宇野正男 松村正温 | 池広一夫 | 新珠三千代、島田竜三、須賀不二男   |          |
| 7月12日  | 水戸黄門海を渡る | 川内康範 杜松吉   | 渡辺邦男 | 長谷川一夫、勝新太郎、野添ひとみ   |          |
| 8月27日  | 鯉名の銀平       | 犬塚稔            | 田中徳三 | 中村玉緒、成田純一郎、大辻伺郎     |          |
| 10月14日 | 新源氏物語       | 八尋不二          | 森一生   | 若尾文子、寿美花代、中村玉緒       |          |
| 11月1日  | 釈迦             | 八尋不二          | 三隅研次 | 本郷功次郎、京マチ子、山本富士子   |          |
| 11月19日 | かげろう侍       | 松村正温          | 池広一夫 | 中村玉緒、島田竜三、近藤美恵子     |          |
| 12月27日 | 花の兄弟         | 笠原良三          | 池広一夫 | 橋幸夫、水谷良重、姿美千子         |          |

### 1962年
| 公開日   | 作品                   | 脚本                | 監督     | 共演                                     | ポスター |
| -------- | ---------------------- | ------------------- | -------- | ---------------------------------------- | -------- |
| 1月3日   | 女と三悪人             | 井上梅次            | 井上梅次 | 山本富士子、勝新太郎、中村玉緒           |          |
| 2月21日  | 婦系図                 | 依田義賢            | 三隅研次 | 万里昌代、船越英二、三条魔子             |          |
| 4月6日   | 破戒                   | 和田夏十            | 市川崑   | 藤村志保、長門裕之、岸田今日子           |          |
| 5月12日  | 仲良し音頭・日本一だよ | 逸見多十            | 井上芳夫 | 本郷功次郎、二代目中村鴈治郎、叶順子     |          |
| 5月27日  | 映画 中山七里          | 宇野正男 松村正温   | 池広一夫 | 中村玉緒、大瀬康一、柳永二郎             |          |
| 7月1日   | 斬る                   | 新藤兼人            | 三隅研次 | 藤村志保、天知茂、万里昌代、丹羽又三郎   |          |
| 7月29日  | 江戸へ百七十里         | 笠原良三            | 森一生   | 嵯峨三智子、二代目中村鴈治郎、五月みどり |          |
| 8月12日  | 長脇差忠臣蔵           | 八尋不二 渡辺邦男   | 渡辺邦男 | 勝新太郎、本郷功次郎、宇津井健           |          |
| 9月16日  | 剣に賭ける             | 八尋不二 浅井昭三郎 | 田中徳三 | 万里昌代、天知茂、高千穂ひづる           |          |
| 9月30日  | 殺陣師段平             | 黒澤明              | 瑞穂春海 | 二代目中村鴈治郎、山茶花究、高田美和     |          |
| 11月1日  | 秦・始皇帝             | 八尋不二            | 田中重雄 | 勝新太郎、本郷功次郎、宇津井健           |          |
| 12月1日  | 忍びの者               | 高岩肇              | 山本薩夫 | 藤村志保、城健三朗、伊藤雄之助           |          |
| 12月15日 | 陽気な殿様             | 笠原良三            | 森一生   | 坪内ミキ子、宇津井健、高田美和           |          |

### 1963年
| 公開日   | 作品                   | 脚本                         | 監督       | 共演                               | ポスター |
| -------- | ---------------------- | ---------------------------- | ---------- | ---------------------------------- | -------- |
| 1月3日   | 新撰組始末記           | 星川清司                     | 三隅研次   | 藤村志保、城健三朗、近藤美恵子     |          |
| 1月13日  | 雪之丞変化             | 伊藤大輔 衣笠貞之助 和田夏十 | 市川崑     | 長谷川一夫、山本富士子、若尾文子   |          |
| 3月1日   | 影を斬る               | 小国英雄                     | 池広一夫   | 嵯峨三智子、成田純一郎、坪内ミキ子 |          |
| 4月21日  | 第三の影武者           | 星川清司                     | 井上梅次   | 高千穂ひづる、万里昌代、小林勝彦   |          |
| 5月29日  | 手討                   | 八尋不二                     | 田中徳三   | 藤由紀子、城健三朗、阿井美千子     |          |
| 6月30日  | てんやわんや次郎長道中 | 八尋不二                     | 森一生     | 坪内ミキ子、藤原礼子、姿美千子     |          |
| 8月10日  | 続・忍びの者           | 高岩肇                       | 山本薩夫   | 藤村志保、城健三朗、坪内ミキ子     |          |
| 10月5日  | 妖僧                   | 衣笠貞之助 相良準三          | 衣笠貞之助 | 藤由紀子、小林勝彦、万里昌代       |          |
| 11月2日  | 眠狂四郎殺法帖         | 星川清司                     | 田中徳三   | 中村玉緒、城健三朗、扇町景子       |          |
| 12月28日 | 新・忍びの者           | 高岩肇                       | 森一生     | 若尾文子、城健三朗、細川ちか子     |          |

### 1964年
| 公開日   | 作品                  | 脚本          | 監督     | 共演                                   | ポスター |
| -------- | --------------------- | ------------- | -------- | -------------------------------------- | -------- |
| 1月9日   | 眠狂四郎勝負          | 星川清司      | 三隅研次 | 藤村志保、成田純一郎、高田美和         |          |
| 3月14日  | 剣                    | 舟橋和郎      | 三隅研次 | 藤由紀子、河津祐介、紺野ユカ           |          |
| 4月18日  | 昨日消えた男          | 小国英雄      | 森一生   | 藤村志保、宇津井健、高田美和           |          |
| 5月23日  | 眠狂四郎円月斬り      | 星川清司      | 安田公義 | 浜田ゆう子、成田純一郎、東京子         |          |
| 7月11日  | 忍びの者 霧隠才蔵     | 高岩肇        | 田中徳三 | 磯村みどり、城健三朗、二代目中村鴈治郎 |          |
| 8月8日   | 無宿者                | 星川清司      | 三隅研次 | 坪内ミキ子、藤巻潤、小林勝彦           |          |
| 10月17日 | 眠狂四郎女妖剣        | 星川清司      | 池広一夫 | 藤村志保、城健三朗、久保菜穂子         |          |
| 11月14日 | 博徒ざむらい          | 高岩肇 武田敦 | 森一生   | 坪内ミキ子、本郷功次郎、紺野ユカ       |          |
| 12月30日 | 忍びの者 続・霧隠才蔵 | 高岩肇        | 池広一夫 | 藤由紀子、城健三朗、藤村志保           |          |

### 1965年
| 公開日   | 作品                      | 脚本                  | 監督     | 共演                             | ポスター |
| -------- | ------------------------- | --------------------- | -------- | -------------------------------- | -------- |
| 1月13日  | 眠狂四郎炎情剣            | 星川清司              | 三隅研次 | 中村玉緒、西村晃、姿美千子       |          |
| 2月20日  | 赤い手裏剣                | 高岩肇 野上竜雄       | 田中徳三 | 小林千登勢、南原宏治、春川ますみ |          |
| 3月13日  | 若親分                    | 高岩肇 浅井昭三郎     | 池広一夫 | 朝丘雪路、成田三樹夫、藤村志保   |          |
| 5月1日   | 眠狂四郎魔性剣            | 星川清司              | 安田公義 | 嵯峨三智子、長谷川待子、若松和子 |          |
| 6月12日  | 忍びの者 伊賀屋敷         | 直居欽哉 服部佳       | 森一生   | 八千草薫、山形勲、香川良介       |          |
| 8月14日  | 若親分出獄                | 浅井昭三郎 篠原吉之助 | 池広一夫 | 浅丘雪路、千波丈太郎、坪内ミキ子 |          |
| 8月18日  | 新鞍馬天狗                | 相良準三 浅井昭三郎   | 安田公義 | 中村玉緒、藤巻潤、藤原礼子       |          |
| 10月16日 | 剣鬼                      | 星川清司              | 三隅研次 | 姿美千子、五味竜太郎、佐藤慶     |          |
| 11月27日 | 新・鞍馬天狗 五条坂の決闘 | 八尋不二              | 黒田義之 | 万里昌代、山本学、須賀不二男     |          |

### 1966年
| 公開日   | 作品                    | 脚本            | 監督     | 共演                             | ポスター |
| -------- | ----------------------- | --------------- | -------- | -------------------------------- | -------- |
| 1月1日   | 若親分喧嘩状            | 高岩肇          | 池広一夫 | 高田美和、滝田裕介、江波杏子     |          |
| 2月12日  | 忍びの者 新・霧隠才蔵   | 高岩肇          | 森一生   | 藤村志保、田村高廣、楠侑子       |          |
| 3月12日  | 眠狂四郎多情剣          | 星川清司        | 井上昭   | 水谷良重、中谷一郎、五味竜太郎   |          |
| 5月3日   | 若親分乗り込む          | 浅井昭三郎      | 井上昭   | 藤村志保、本郷功次郎、松尾嘉代   |          |
| 6月4日   | 陸軍中野学校            | 星川清司        | 増村保造 | 小川真由美、加東大介、仁木多鶴子 |          |
| 7月2日   | 大殺陣 雄呂血           | 星川清司 中村務 | 田中徳三 | 藤村志保、中谷一郎、八千草薫     |          |
| 9月3日   | 若親分あばれ飛車        | 高岩肇          | 田中重雄 | 嵯峨三智子、藤巻潤、青山良彦     |          |
| 9月17日  | 陸軍中野学校 雲一号指令 | 長谷川公之      | 森一生   | 村松英子、仲村隆、加東大介       |          |
| 11月9日  | 眠狂四郎無頼剣          | 伊藤大輔        | 三隅研次 | 藤村志保、天知茂、橘公子         |          |
| 12月10日 | 新書・忍びの者          | 高岩肇          | 池広一夫 | 安田道代、伊藤雄之助、富士真奈美 |          |

### 1967年
| 公開日   | 作品                    | 脚本              | 監督     | 共演                             | ポスター |
| -------- | ----------------------- | ----------------- | -------- | -------------------------------- | -------- |
| 1月3日   | 陸軍中野学校 竜三号指令 | 長谷川公之        | 田中徳三 | 安田道代、加東大介、松尾嘉代     |          |
| 2月11日  | 若親分を消せ            | 浅井昭三郎        | 中西忠三 | 藤村志保、五味竜太郎、木暮実千代 |          |
| 4月29日  | ある殺し屋              | 石松愛弘 増村保造 | 森一生   | 野川由美子、成田三樹夫、渚まゆみ |          |
| 6月17日  | 陸軍中野学校 密命       | 舟橋和郎          | 井上昭   | 高田美和、野際陽子、加東大介     |          |
| 7月15日  | 眠狂四郎無頼控 魔性の肌 | 高岩肇            | 池広一夫 | 成田三樹夫、鰐淵晴子、久保菜穂子 |          |
| 8月12日  | 若親分兇状旅            | 高岩肇            | 森一生   | 江波杏子、葉山葉子、渡辺文雄     |          |
| 10月20日 | 華岡青洲の妻            | 新藤兼人          | 増村保造 | 若尾文子、高峰秀子、伊藤雄之助   |          |
| 12月2日  | ある殺し屋の鍵          | 小滝光郎          | 森一生   | 西村晃、佐藤友美、山形勲         |          |
| 12月30日 | 若親分千両肌            | 直居欽哉          | 池広一夫 | 藤村志保、久保菜穂子、長門勇     |          |

### 1968年
| 公開日  | 作品                  | 脚本       | 監督     | 共演                           | ポスター |
| ------- | --------------------- | ---------- | -------- | ------------------------------ | -------- |
| 1月13日 | 眠狂四郎女地獄        | 高岩肇     | 田中徳三 | 高田美和、水谷良重、田村高廣   |          |
| 3月9日  | 陸軍中野学校 開戦前夜 | 長谷川公之 | 井上昭   | 小山明子、船越英二、加東大介   |          |
| 4月20日 | ひとり狼              | 直居欽哉   | 池広一夫 | 小川真由美、岩崎加根子、長門勇 |          |
| 5月1日  | 眠狂四郎人肌蜘蛛      | 星川清司   | 安田公義 | 緑魔子、三条魔子、河津祐介     |          |

### 1969年
| 公開日  | 作品                | 脚本            | 監督     | 共演                             | ポスター |
| ------- | ------------------- | --------------- | -------- | -------------------------------- | -------- |
| 1月11日 | 眠狂四郎悪女狩り    | 高岩肇 宮川一郎 | 池広一夫 | 藤村志保、久保菜穂子、朝丘雪路   |          |
| 2月12日 | 博徒一代 血祭り不動 | 高田宏治        | 安田公義 | 近衛十四郎、亀井光代、長谷川待子 |          |

### 出演予定であった映画
| 公開日        | 作品         | 脚本 | 監督     | 共演                                               |
| ------------- | ------------ | ---- | -------- | -------------------------------------------------- |
| -             | 関の弥太っぺ |      | 三隅研次 | 本郷功次郎を代役に製作、『二匹の用心棒』として公開 |
| 1969年7月12日 | あゝ海軍     |      | 村山三男 | 中村吉右衛門を代役に製作された                     |